# William S. Moore
William Sutton Moore (* 18. November 1822 bei Amity, Washington County, Pennsylvania; † 30. Dezember 1877 in Washington, Pennsylvania) war ein US-amerikanischer Politiker. Zwischen 1873 und 1875 vertrat er den Bundesstaat Pennsylvania im US-Repräsentantenhaus.

## Werdegang
William Moore besuchte die öffentlichen Schulen seiner Heimat. Im Jahr 1847 absolvierte er das Washington College. Nach einem anschließenden Jurastudium und seiner 1847 erfolgten Zulassung als Rechtsanwalt begann er in seinem Heimatort Washington in diesem Beruf zu arbeiten. Zwischen 1854 und 1857 übte er das Amt des Prothonotary im Washington County aus. Politisch schloss er sich der 1854 gegründeten Republikanischen Partei an. Im Juni 1856 nahm er als Delegierter an der ersten Republican National Convention in Philadelphia teil, auf der John C. Frémont als Präsidentschaftskandidat nominiert wurde. Im folgenden Jahr stieg Moore auch in das Zeitungsgeschäft ein und wurde Mitherausgeber der Zeitung The Reporter. Von 1863 bis 1866 war er Kämmerer im Washington County.
Bei den Kongresswahlen des Jahres 1872 wurde Moore im 24. Wahlbezirk von Pennsylvania in das US-Repräsentantenhaus in Washington, D.C. gewählt, wo er am 4. März 1873 die Nachfolge des Demokraten William McClelland antrat. Da er im Jahr 1874 auf eine weitere Kandidatur verzichtete, konnte er bis zum 3. März 1875 nur eine Legislaturperiode im Kongress absolvieren. Nach seiner Zeit im US-Repräsentantenhaus ist William Moore politisch nicht mehr in Erscheinung getreten. Er starb am 30. Dezember 1877 in Washington, wo er auch beigesetzt wurde.